# Counterpoint Estates
Counterpoint Estates, malena zajednica u središnjem dijelu unutar gradskih granica Royal Palm Beacha na Floridi koja se satoji od šest pojedninačnih podskupina obiteljskih kuća izgrađenih između 1978. i 1990. godine. Kuće su jednoobiteljske prizemnice, neke s udobnim dvorištima. Ovom naselju pripada i 4 glavna jezera od kojih su na tri izgrađeni paviljoni i pristaništa, a kroz njega protječe i jedan kanal kroz njegov središnji i južni dio.
Counterpoint Estates ima i četiri parka, dječja igrališta, jog-staze i staze za bicikle, košarkaška igrališta, poštanski ured, restorane, škole, kina i sve ono što je potrebno za ugodan život i podizanje obitelji. Postoje brojne prodavaonice a neka od njih su Super-Walmart, Super-Target, Home Depot, Lowe's,  Wendy's, Taco Bell, Tire Kingdom, Old Navy (odjeća za žene, muškarce i djecu) i druge
Jedno vrijeme (1995) u Counterpoint Estatesu živjela je do svoga uhićenja i nesretna Clover Boykin koja je postala poznata zbog svoje zle kobi po dva ubojstva nekoliko mjeseci starih beba zbog čega je osuđena na doživotnu robiju.
Glavni ulaz u naselje nalazi se na križanju državne ceste 7 extension (poznata i kao 441) i Belvedere Roada, a drugi sporedni ulaz nalazi se oko 300 jardi (270 metara) sjevernije.

## Vanjske poveznice
- Counterpoint Estates  Arhivirana inačica izvorne stranice od 6. travnja 2012. (Wayback Machine)